# Coleocephalus fuscus
Coleocephalus fuscus är en plattmaskart som beskrevs av Fyfe 1953. Coleocephalus fuscus ingår i släktet Coleocephalus och familjen Geoplanidae. Inga underarter finns listade i Catalogue of Life.